# أبيل فرنانديز
أبيل فرنانديز (بالإنجليزية: Abel Fernandez)‏ هو ممثل أمريكي، ولد في 14 يوليو 1930 في الولايات المتحدة، وتوفي بنفس المكان في 3 مايو 2016.

## وصلات خارجية
- أبيل فرنانديز على موقع IMDb (الإنجليزية)
- أبيل فرنانديز على موقع ألو سيني (الفرنسية)
- أبيل فرنانديز على موقع أول موفي (الإنجليزية)
- أبيل فرنانديز على موقع قاعدة بيانات الأفلام السويدية (السويدية)
- أبيل فرنانديز على موقع كينوبويسك (الروسية)